# Autism National Committee
L'Autism National Committee (Comité National de l'Autisme, AUTCOM ou AutCom) est une association américaine d'aide pour les personnes autistes et leurs alliés,. L'AutCom fonctionne en tant que 501(c)(3), soit organisation à but non lucratif.